# Mount Tilley, Antarktis
Mount Tilley är ett berg i Antarktis. Det ligger i Västantarktis. Argentina, Chile och Storbritannien gör anspråk på området. Toppen på Mount Tilley är 1 900 meter över havet, eller 801 meter över den omgivande terrängen. Bredden vid basen är 4,9 km. Mount Tilley ingår i Douglas Range.
Terrängen runt Mount Tilley är bergig åt sydost, men åt nordväst är den kuperad. Trakten är obefolkad. Det finns inga samhällen i närheten.